# Franz Schuhmeier
Franz Schuhmeier (11. října 1864 Vídeň – 11. února 1913 Vídeň) byl rakouský sociálně demokratický politik, na počátku 20. století poslanec Říšské rady, v roce 1913 zavražděn při atentátu.

## Biografie
Pocházel z dělnické rodiny. V dětství byl dán na výchovu ke svému strýci, který provozoval drožkařství, a musel zde vykonávat těžkou práci. V roce 1877 se začal učit cizlérem, ale pro zranění pravého oka se nemohl řemeslu věnovat. Krátce pracoval jako pomocný dělník v knihvazačství. Odešel pak na vandr do Slezska, kde pobýval po dva roky u své babičky. V roce 1882 se vrátil do Vídně a nastoupil do papírenského závodu Goppold & Schmiedel. Sám se vzdělával. Od roku 1884 se angažoval v dělnickém hnutí a Sociálně demokratické straně Rakouska. Zpočátku patřil k radikálnímu, anarchistickému křídlu, ale postupně se dostával na reformistické, umírněné pozice. Byl jedním z hlavních stoupenců sjednocení dosud roztříštěné sociální demokracie. Ve čtvrti Ottakring založil kuřácký klub, který ve skutečnosti fungoval jako jeden z hlavních dělnických spolků ve Vídni. V roce 1888 byl pro své aktivity na několik týdnů uvězněn, takže se nemohl účastnit Hainfeldského sjezdu sociální demokracie. Z politických důvodů byl zatčen více než desetkrát, naposledy ještě v roce 1900. Kuřácký klub byl pak vystřídán spolkem Apollo v Neulerchenfeldu, na jehož založení se podílel a který v letech 1890–1893 vedl. Mezitím dal roku 1889 výpověď v továrně Goppold & Schmiedel a věnoval se následně již jen politické a veřejné činnosti.
Od roku 1891 byl vydavatelem a od roku 1893 i šéfredaktorem listu Volkstribüne, který byl stranickým orgánem sociální demokracie v Dolních Rakousích. V letech 1894–1896 se podílel na reorganizaci vídeňské Všeobecné dělnické nemocniční pokladny. V 90. letech se také zasadil o výstavbu lidového domu v Ottakringu, který byl centrem sociální demokracie a kde se pořádaly vzdělávací kurzy. Od roku 1896 byl stranickým tajemníkem sociální demokracie na celostátní úrovni. V roce 1898 ovšem na tuto funkci rezignoval. Profiloval se jako dobrý řečník, byl nazýván lidovým tribunem z Ottakringu (Volkstribun von Ottakring). V roce 1900 byl zvolen do vídeňské obecní rady společně s Jakobem Reumannem coby první sociální demokraté v obecní samosprávě. Zpočátku se na vídeňské radnici profiloval konsensuálně a snažil se o dohodu s křesťanskými sociály (Karl Lueger). V roce 1900 dokonce Schuhmeier a Reumann v rozporu se stranickou linií hlasovali pro křesťansko sociální návrh obecního rozpočtu, ale pak, když Lueger nenaplnil sliby ohledně demokratizace volebního práva, tuto kompromisní politiku ukončili.
Na počátku 20. století se zapojil i do celostátní politiky. Ve volbách do Říšské rady roku 1901 získal mandát v Říšské radě (celostátní zákonodárný sbor) za všeobecnou kurii, obvod Vídeň, XVI. – XIX. okres. Uspěl i ve volbách do Říšské rady roku 1907, konaných poprvé podle všeobecného a rovného volebního práva, kdy byl zvolen za obvod Dolní Rakousy 26. Usedl do poslanecké frakce Klub německých sociálních demokratů. Mandát obhájil i ve volbách do Říšské rady roku 1911. Krátce po volbách ale rezignoval a ještě během roku 1911 ho nahradil Albert Sever. V Říšské radě se zaměřoval na školskou tematiku a otázku volebního práva. Patřil rovněž k vojenským expertům své strany. Vystupoval proti vojenským prohřeškům a v roce 1907 na základě jeho kritiky rezignoval předlitavský ministr zeměbrany Julius von Latscher-Lauendorf. Dvakrát byl zvolen do rakousko-uherských parlamentních delegací.
V rámci sociální demokracie se v době před světovou válkou profiloval jako stoupenec národního křídla, které bylo orientováno proněmecky a republikánsky. Byl oblíbený mezi členskou základnou, ale někteří straníci ho označovali za populistu.
Od roku 1910 byl poslancem Dolnorakouského zemského sněmu.
V únoru 1913 byl zabit při atentátu, když se vracel z agitační cesty v Stockerau. Vrah Paul Kunschak byl bratrem křesťansko sociálního politika Leopolda Kunschaka.